# A Dog's Love
A Dog's Love er en amerikansk stumfilm fra 1914 af Jack Harvey.

## Medvirkende
- Shep the Dog
- Helen Badgley som Helen
- Arthur Bauer
- Ethyle Cooke Benham
- Fannie Bourke